# Giuseppe Giacomo Battig
Giuseppe Giacomo Battig (Gorizia, 25 marzo 1820 – Venezia, 9 maggio 1852) è stato un pittore italiano.

## Biografia
Nel 1835 fu apprendista di Giuseppe Tominz a Trieste e l'anno dopo s'iscrisse all'Accademia di Venezia, seguendo i corsi di Francesco Lazzari, di Ludovico Lipparini, di Michelangelo Grigoletti e di Odorico Politi fino al 1839. Fu autore di ritratti e di pale per il duomo di Gorizia, che mostrano il suo interesse per la pittura rinascimentale filtrato «da una sensibilità in bilico tra purismo e realismo».
Nel 1844 si trasferì in Polonia al seguito del principe Roman Sanguszko. Tornato a Venezia nel 1850, vi morì due anni dopo.